# 호시 도루
호시 도루(星亨, 1850년 5월 19일 ~ 1901년 6월 21일)는 일본 제국의 정치인이다.

## 생애
에도 쓰키지의 한 미장이의 아들로 태어났다. 하지만 부친은 씀씀이가 헤픈데다가 도산까지 당하자 가족을 버리고 도망을 가버렸다. 모친 밑에서 자란 호시는 우라가의 의사와 결혼했고 그녀의 성을 좇아 자신의 성도 호시로 고쳤다. 하지만 여전히 살림이 어려웠고 에도를 전전하다가 요코하마에 정착했다.
호시는 당초 의학에 뜻을 두었으나 다카지마 학교(高島学校)와 헤본숙(ヘボン塾)에서 영어를 공부했고 이후 영어교사가 되었다. 메이지 유신 이후에는 무쓰 무네미쓰의 추천으로 요코하마현의 2등역관으로 고용되었으며 대장성 조세권두와 요코하마세관장을 잇따라 지냈다.
세관장으로 근무할 당시 영국의 군주였던 빅토리아를 '여왕'이라 호칭한 것이 문제가 되었다. 주일 영국 공사였던 해리 파크스는 영국 군주를 '여황'이 아니라 '여왕'으로 번역한 것에 대해 항의를 했고 이것이 문제가 되어 결국 세관장에서 물러났다(여왕 사건). 이후 법률 연구를 위해 영국으로 건너가 일본인으로는 최초로 법정 변호사 자격을 얻었다. 귀국 후에는 사법성 부속 대언인(代言人)으로써 활약했다.
당시 일본의 번벌 정치에 비판적이었는데 1887년 3대 사건 건백 운동에 참가했다가 보안조례 위반으로 도쿄에서 쫓겨나고 출판조례 위반으로 투옥되었다. 1888년에는 미국 캐나다에서 약 1년 간 체류했으며 이후 영국과 독일에서 체류한 뒤 1890년 귀국했다.
그해 결성된 입헌자유당에 참가했고 1892년 제2회 일본 중의원 의원 총선거에 출마해 도치기현 제1구에서 당선되었다. 그리고 제2대 중의원 의장에 취임했는데 소마 사건의 뇌물 수수 의혹으로 의장 불신임안이 가결되었다. 하지만 호시는 이를 부정하며 계속 의장석에 앉아있었고 결국 중의원에서 제명되고 만다. 이후 다음 선거에서 다시 당선되어 정계에 복귀했다.
무쓰와 인연이 있었던 덕분에 대한제국 정부의 법무고문과 미국 주재 공사를 역임했다. 이후 1898년 헌정당이 집권하여 제1차 오쿠마 내각이 출범했다. 당초 외무대신으로 입각할 예정이었지만 오쿠마 시게노부가 이를 받아들이지 않아 무산되었는데 호시는 이를 비난하며 헌정당의 분열을 꾀하기도 했다. 제4차 이토 내각에서 체신대신으로 입각했으며 1900년 이토가 창당한 입헌정우회에 참여했다.
호시는 적극적인 재정 정책을 추진하여 지방의 이익 확대를 유도했고 이를 통해 정우회의 지지 기반을 넓히고자 했다. 이를 위해 뇌물 수수도 많이 했는데(다만, 본인은 부정하고 있다) 이는 현대 일본에서 금권정치의 원형이 되기도 했다. 또한 자유당 내 좌파가 주도한 오사카 사건 이후 깡패들을 당에 입당시켜 우파의 입지를 강화하고자 한 점도 비판을 받았다.
이후 도쿄시의회 의장이 되었는데 1901년 6월 도쿄시청 참사회의실에서 비밀회의를 끝낸 뒤 시장 등과 간담을 하던 중 이바 소타로라는 인물에 의해 사살당했다. 그가 소유하고 있던 서적들은 유족의 뜻에 따라 1913년 게이오기주쿠 대학에 증여되어 '호시 문고'(星文庫)에 보관되어 있다.
1874년 종6위의 영전을 받았다.